# Heo Jeong
Heo Jeong (Koreaans:허정, Hanja:許政, Pusan, Japans Korea, 8 april 1896 - Seoel, 18 september 1988) kwam na een staatsgreep in 27 april 1960 aan de macht als 11e waarnemend president van Zuid-Korea. Hij regeerde tot 12 augustus 1960.
Syngman Rhee · Heo Jeong (waarnemend) · Yun Bo-seon · Park Chung-hee · Choe Gyuha · Chun Doo-hwan · Roh Tae-woo · Kim Young-sam · Kim Dae-jung · Roh Moo-hyun · Goh Kun (waarnemend) · Lee Myung-bak · Park Geun-hye · Hwang Kyo-ahn (waarnemend) · Moon Jae-in · Yoon Suk-yeol